# Chiesa di Santa Maria Assunta (Orselina)
La chiesa di Santa Maria Assunta è un edificio religioso che si trova ad Orselina, in Canton Ticino. Fa parte del Santuario della Madonna del Sasso.

## Storia
La chiesa fu realizzata tra i secoli XVI e XVII, sulla base di un precedente edificio religioso costruito negli anni 1485-1487. Venne rielaborata tra il 1903 e il 1925. A metà del XIX secolo il pavimento della chiesa ed il piazzale antistante vennero abbassati di 70 centimetri.

## Descrizione
La chiesa ha una pianta a tre navate, sovrastate da una volta a crociera. Le pareti sono decorate da stucchi seicenteschi e da affreschi coevi attribuiti ad Alessandro Gorla.
Di notevole pregio la statua miracolosa conservata nell'altare maggiore del 1792: si tratta della Madonna del Sasso, opera lignea del 1485-1487 che R. Casciaro (op. cit.) attribuisce al Merzagora. Pure molto prezioso e coevo della statua della Vergine, un complesso ligneo della Deposizione chiamato anche Compianto, di recente restaurato e attribuito alla bottega dei fratelli De Donati. Con ogni probabilità Martino Benzoni è l'autore del mortorio con otto statue di legno del "Compianto di Cristo" realizzato per la cappella del S. Sepolcro nella chiesa conventuale locarnese di S. Francesco e successivamente traslato in un'apposita cappella del santuario. Nella navata sud si trova la pala della Fuga in Egitto, opera realizzata dal Bramantino nel 1520, mentre nella terza cappella della navata nord si trova la pala del Trasporto di Cristo al Sepolcro, opera realizzata da Antonio Ciseri nel 1870. All'interno del complesso si trovano anche molti ex voto di varie epoche.